# Emil Göing
Emil Göing (Hannover, 31 gennaio 1912 – Usingen, 14 giugno 1994) è stato un cestista tedesco.

## Carriera
Con la Germania ha disputato due partite alle Olimpiadi del 1936.